# Bossangoa Airport
Bossangoa Airport är en flygplats i Centralafrikanska republiken. Den ligger i den västra delen av landet, 270 km nordväst om huvudstaden Bangui. Bossangoa Airport ligger 464 meter över havet.
Terrängen runt Bossangoa Airport är platt. Närmaste större samhälle är Bossangoa, 2,6 km öster om Bossangoa Airport. 
Omgivningarna runt Bossangoa Airport är huvudsakligen savann. Runt Bossangoa Airport är det glesbefolkat, med 13 invånare per kvadratkilometer.